# Distrito de La Yarada-Los Palos
El distrito de La Yarada-Los Palos es uno de los once que conforman la provincia de Tacna en el departamento homónimo en el Sur del Perú. Es fronterizo con Chile

## Historia
El 7 de noviembre de 2015, el presidente del Perú promulgó la ley n.º 30358, ley de creación del distrito de La Yarada-Los Palos en la provincia de Tacna del departamento de Tacna. Los límites territoriales del distrito de La Yarada-Los Palos, en la provincia de Tacna del departamento de Tacna, son los siguientes de acuerdo a la ley: por el noroeste limita con el distrito de Tacna, el límite se inicia en el litoral, en un punto de coordenada UTM 333 220 m E y 7 985 129 m N; por el noreste limita con el distrito de Tacna, por el este limita con el distrito de Tacna, por el sur limita con la República de Chile, por la línea de frontera, hasta su intersección con el océano Pacífico en el punto Concordia, punto de inicio de la frontera terrestre, de conformidad con lo establecido en virtud del Tratado de Lima y su Protocolo Complementario, entre el Perú y Chile, de fecha 3 de junio de 1929, y los trabajos de la Comisión Mixta de Límites de 1929 y 1930; y por el oeste, partiendo desde el punto Concordia, punto de inicio de la frontera terrestre con la República de Chile, limita con el océano Pacífico, siguiendo la línea de baja marea hasta un punto de coordenada UTM 333 220 m E y 7 985 129 m N, punto de inicio de la presente descripción. Todo ello, igualmente, con respeto al límite marítimo con Chile, definido por el fallo de la Corte Internacional de Justicia del 27 de enero de 2014 y a las coordenadas determinadas en virtud de los trabajos realizados por técnicos de ambos países, que constan en el Acta firmada en Lima, el 25 de marzo de 2014.
Chile hizo un reclamo diplomático ya que ambos países discrepan en donde empieza la frontera terrestre; es el Punto "Concordia", según el Perú, y el Hito n° 1, según Chile.
Durante los primeros años, la municipalidad provincial de Tacna era la encargada de la administración de recursos y servicios públicos del distrito de La Yarada-Los Palos, en tanto se elijan e instalen nuevas autoridades.
El 10 de diciembre de 2017 se realizaron las primeras elecciones municipales distritales, siendo elegido Samuel Cueva Huisa.

## Geografía
La costa del distrito de La Yarada-Los Palos, limítrofe con Chile, presenta un relieve de baja pendiente, a esta zona se le conoce como pampa de La Yarada donde predominan las pampas áridas y los cerros de baja altura, siendo casi inexistentes las lluvias. La pampa de La Yarada es una zona de cultivos extensivos.

## Clima
En esta zona el clima es húmedo en invierno, cuando abundan las neblinas o camanchacas y semicálido el resto del año. Sus temperaturas promedio son 24,6 °C (76,28 °F) en febrero y la mínima 13,6 °C en (55,4 °F) en julio.

## Economía
El distrito de la Yarada-Los Palos es el primer productor de aceitunas en el país y concentra más del 43% de la producción agrícola del departamento de Tacna. Cuenta con 6,500 has. de cultivo donde se produce olivo, páprika, cebolla, zapallo y melón, estos son irrigadas con aguas subterráneas, que es una característica del sistema hidrográfico del río Caplina; por otra parte el medio y las condiciones climatológicas favorecen la acuicultura, ejemplo de ello es la crianza de camarón de río.

## Turismo
Actualmente con la construcción de la vía Costanera, se ha establecido un gran cinturón vial de frontera. Dicha vía es una autopista asfaltada que circunda toda la irrigación de La Yarada y que llega al balneario de Los Palos. Uno de sus atractivos es el desarrollo de la industria del turismo en las inmensas plantaciones de olivos y de paisajes campestres.

### Balneario de Los Palos
El distrito cuenta con el balneario de Los Palos que dispone de hospedajes, bungalows y restaurantes con vista a la playa. Desde su extremo sur se logra apreciar el Morro de Arica.

## Autoridades

### Municipales
- 2023 - 2026[6]
  - Alcalde: Samuel Cueva Huisa, de  Avanza País - Partido de Integración Social
  - Regidores:

  1. Guillermo Fernando Aranda Hurtado de Avanza País - Partido de Integración Social
  2. Danitza Yessica Perez Calizaya de Avanza País - Partido de Integración Social
  3. Rolando Froilan Mamani Calizaya de Avanza País - Partido de Integración Social
  4. Evelia Yunca Yunca de Avanza País - Partido de Integración Social
  5. Sandra Teresa Briceño Navarro(Acción Popular)

Alcaldes anteriores
- 2016-2018: Samuel Cueva Huisa,[4] Avanza País - Partido de Integración Social.
- 2019-2022: Jorge Gutierrez Mamani, de Acción por la Unidad Tacna.

## Festividades
- Mes de mayo - Fiesta de las Cruces
- Mes de febrero - Carnavales
- Mes de junio - Día del Campesino
- Cosecha de la aceituna y festival
- Aniversario de La Yarada
- Aniversario de Los Palos